# Temporada 1999-2000 de los Orlando Magic
La temporada 1999-2000 fue la undécima de los Orlando Magic en la NBA. La temporada regular acabó con 41 victorias y 41 derrotas, ocupando el noveno puesto de la conferencia Este, no logrando clasificarse para los playoffs.

## Elecciones en elDraft
| Ronda | Puesto | Jugador      | Posición | Nacionalidad   | Universidad |
| ----- | ------ | ------------ | -------- | -------------- | ----------- |
| 2     | 38     | Laron Profit | Escolta  | Estados Unidos | Maryland    |

## Temporada regular
| División Atlántico   | División Atlántico | División Atlántico | División Atlántico | División Atlántico | División Atlántico | División Atlántico | División Atlántico | División Atlántico |
| Equipo               | G                  | P                  | %                  | PD                 | Casa               | Fuera              | Div                |                    |
| -------------------- | ------------------ | ------------------ | ------------------ | ------------------ | ------------------ | ------------------ | ------------------ | ------------------ |
| y-Miami Heat         | 52                 | 30                 | .634               | –                  | 33–8               | 19–22              | 18–6               |                    |
| x-New York Knicks    | 50                 | 32                 | .610               | 2                  | 33–8               | 17–24              | 14–10              |                    |
| x-Philadelphia 76ers | 49                 | 33                 | .598               | 3                  | 29–12              | 20–21              | 13–11              |                    |
| Orlando Magic        | 41                 | 41                 | .500               | 11                 | 26–15              | 15–26              | 12–13              |                    |
| Boston Celtics       | 35                 | 47                 | .427               | 17                 | 26–15              | 9–32               | 12–12              |                    |
| New Jersey Nets      | 31                 | 51                 | .378               | 21                 | 22–19              | 9–32               | 9–16               |                    |
| Washington Wizards   | 29                 | 53                 | .354               | 23                 | 17–24              | 12–29              | 7–17               |                    |

## Estadísticas

### Temporada regular
| Jugador            | POS | PJ | PT | MPP   | REB | AST | ROB | TAP | PTS   | MPP  | RPP | APP | ROB | TPP | PPP  |
| ------------------ | --- | -- | -- | ----- | --- | --- | --- | --- | ----- | ---- | --- | --- | --- | --- | ---- |
| Darrell Armstrong  | PG  | 82 | 82 | 2,590 | 270 | 501 | 169 | 9   | 1,330 | 31.6 | 3.3 | 6.1 | 2.1 | .1  | 16.2 |
| Bo Outlaw          | PF  | 82 | 55 | 2,326 | 525 | 245 | 113 | 148 | 490   | 28.4 | 6.4 | 3.0 | 1.4 | 1.8 | 6.0  |
| Pat Garrity        | SF  | 82 | 1  | 1,479 | 210 | 58  | 31  | 19  | 675   | 18.0 | 2.6 | .7  | .4  | .2  | 8.2  |
| Chucky Atkins      | PG  | 82 | 0  | 1,626 | 126 | 306 | 52  | 3   | 782   | 19.8 | 1.5 | 3.7 | .6  | .0  | 9.5  |
| Ben Wallace        | PF  | 81 | 81 | 1,959 | 665 | 67  | 72  | 130 | 390   | 24.2 | 8.2 | .8  | .9  | 1.6 | 4.8  |
| Michael Doleac     | C   | 81 | 29 | 1,335 | 334 | 63  | 29  | 34  | 565   | 16.5 | 4.1 | .8  | .4  | .4  | 7.0  |
| John Amaechi       | C   | 80 | 53 | 1,684 | 266 | 95  | 35  | 37  | 836   | 21.1 | 3.3 | 1.2 | .4  | .5  | 10.5 |
| Corey Maggette     | SF  | 77 | 5  | 1,370 | 303 | 61  | 24  | 26  | 646   | 17.8 | 3.9 | .8  | .3  | .3  | 8.4  |
| Monty Williams     | SF  | 75 | 23 | 1,501 | 250 | 106 | 46  | 17  | 651   | 20.0 | 3.3 | 1.4 | .6  | .2  | 8.7  |
| Tariq Abdul-Wahad† | SG  | 46 | 46 | 1,205 | 239 | 72  | 53  | 16  | 563   | 26.2 | 5.2 | 1.6 | 1.2 | .3  | 12.2 |
| Chris Gatling†     | PF  | 45 | 0  | 1,041 | 297 | 40  | 48  | 10  | 598   | 23.1 | 6.6 | .9  | 1.1 | .2  | 13.3 |
| Ron Mercer†        | SG  | 31 | 31 | 969   | 98  | 54  | 42  | 8   | 470   | 31.3 | 3.2 | 1.7 | 1.4 | .3  | 15.2 |
| Derek Strong       | PF  | 20 | 0  | 148   | 44  | 4   | 5   | 2   | 54    | 7.4  | 2.2 | .2  | .3  | .1  | 2.7  |
| Anthony Johnson†   | PG  | 18 | 4  | 214   | 12  | 13  | 10  | 2   | 62    | 11.9 | .7  | .7  | .6  | .1  | 3.4  |
| Anthony Parker     | SG  | 16 | 0  | 185   | 27  | 10  | 8   | 4   | 57    | 11.6 | 1.7 | .6  | .5  | .3  | 3.6  |
| Johnny Taylor†     | SF  | 5  | 0  | 29    | 5   | 1   | 1   | 1   | 11    | 5.8  | 1.0 | .2  | .2  | .2  | 2.2  |
| Matt Harpring      | SF  | 4  | 0  | 63    | 12  | 8   | 5   | 1   | 16    | 15.8 | 3.0 | 2.0 | 1.3 | .3  | 4.0  |
| Kiwane Garris      | SG  | 3  | 0  | 23    | 1   | 2   | 0   | 0   | 4     | 7.7  | .3  | .7  | .0  | .0  | 1.3  |
| Earl Boykins†      | PG  | 1  | 0  | 8     | 1   | 3   | 0   | 0   | 6     | 8.0  | 1.0 | 3.0 | .0  | .0  | 6.0  |

- † Indica jugador que perteneció a más de una plantilla durante la temporada. Las estadísticas solo reflejan su paso por los Magic.

## Galardones y récords
| Persona       | Galardón                                |
| Doc Rivers    | Entrenador del Año de la NBA            |
| John Gabriel  | Ejecutivo del Año de la NBA             |
| Chucky Atkins | 2.º Mejor quinteto de rookies de la NBA |